# Verval van het Tibetaanse Rijk
Het verval van het Tibetaanse Rijk beslaat de periode sinds het jaar 842, (van de 9e tot de 11e eeuw), waarin de Yarlung-dynastie het centrale gezag over Tibet verloor en het Tibetaanse Rijk uiteenviel.
842 was het jaar dat keizer Langdarma vermoord werd. De regio U-Tsang (Centraal-Tibet) viel toe aan Yumtän, de zoon van zijn eerste vrouw, en Oost-Tibet aan Ösung, de zoon van zijn tweede vrouw. De periode ging gepaard met oorlogshandelingen tussen de nazaten en de opkomst van regionale krijgsheren.
In de decennia erna viel het rijk uiteen in nog meer vorstendommen, waarbij Tsongkha (ca. 900-1100) en de Westelijke Xia (ca. 990-1227) het boeddhisme in stand hielden in de noordoostelijke delen van Amdo en het aangrenzende Ningxia. Het vorstenhuis van Guge wist het boeddhisme binnen het koninkrijk te behouden.